# جباتا الزیت
جباتا الزیت (به عربی: جباتا الزیت) یک منطقهٔ مسکونی در سوریه است که در بلندی‌های جولان واقع شده‌است. جباتا الزیت ۱٬۵۰۰–۲٬۰۰۰ نفر جمعیت دارد و ۹۷۹ متر بالاتر از سطح دریا واقع شده‌است.